# Битва біля Чорного лісу (1168)
Битва біля Чорного лісу — генеральна битва у військовій кампанії (1166-1168) південноруських князів із забезпечення безпеки торгових шляхів у Північному Причорномор'ї (частина шляху «З варягів у греки», Залозний шлях і Солоний шлях), що сталася в березні 1168 року між військами майже всіх південноруських князівств і половцями, виграна руськими князями.

## Передісторія
Наступальні дії проти половців не робилися з початку 1150-х років, київського князювання Ізяслава Мстиславича, батька Мстислава.
Влітку 1166 року Ростислав Мстиславич київський за участю волинських військ Мстислава, Ярослава, Ярополка Ізяславичів і Володимира Андрійовича, Володимира Мстиславича трипільського, Гліба Юрійовича переяславського, Рюрика, Давида і Мстислава Ростиславичів, Гліба городенського, Івана Юрійовича і галичан тривалий час стояв на кордоні степу біля Канева, щоб забезпечити вільний перевезення купцями (гречниками і залозниками) своїх вантажів по Дніпру вгору. Звістки про половецькі атаки та зіткнення руських військ з ними відсутні.

## Похід

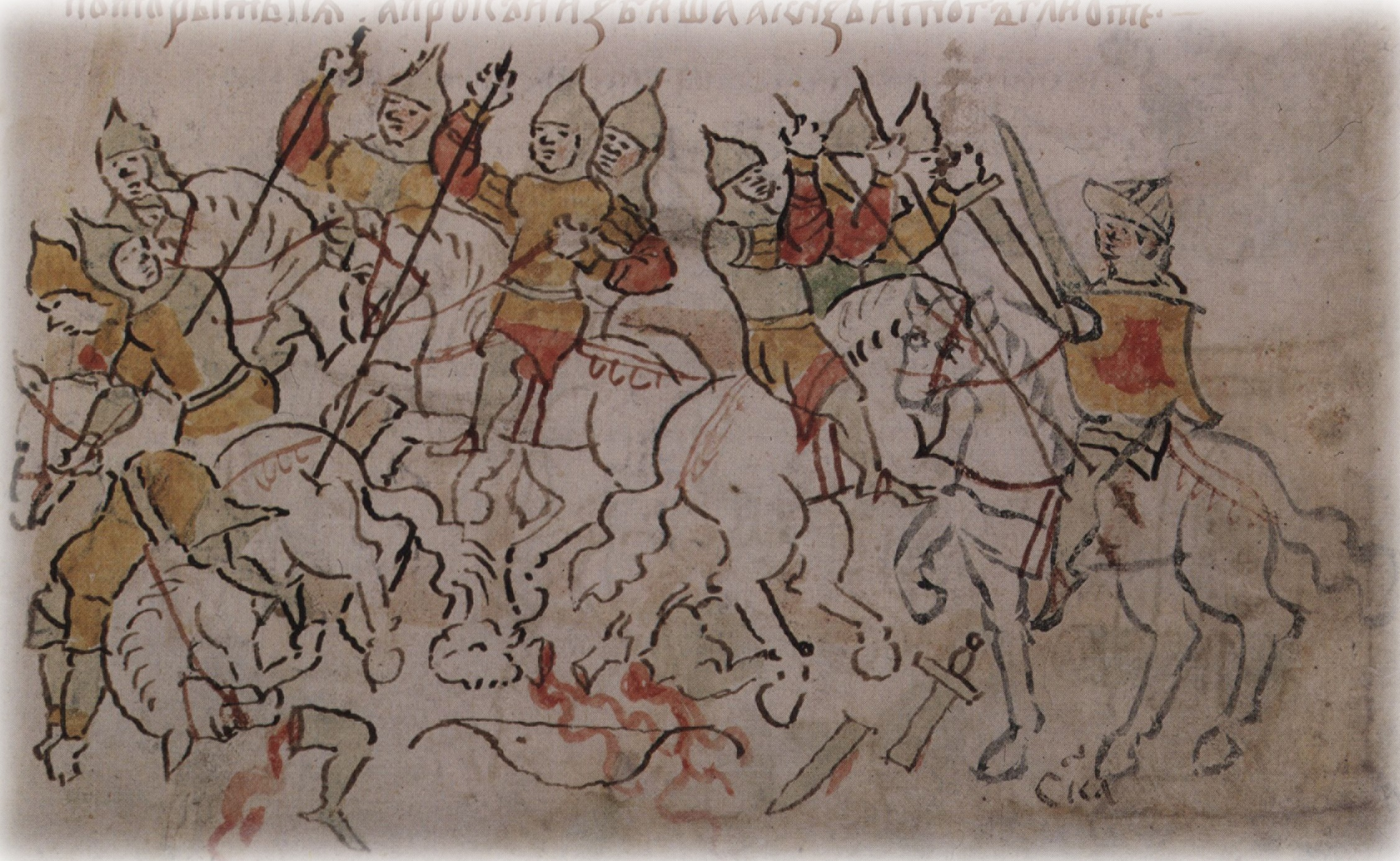
Поранення князя Михайла Юрійовича в битві з половцями

Примітна обставина при зборі військ Мстиславом згадує літопис: були тоді Ольговичі у волі Мстислава. Давид Ростиславич не брав участі в поході через хворобу, відправивши однак свій полк, а брат Мстислава Ярополк занедужав і помер на самому початку походу. Мстислав отримав цю звістку, вже перебуваючи за Каневом, повернувся в Київ, де поховав брата. Потім на дев'ятий день руху військ від Києва, половці дізналися про їх наближення і втекли. Руські князі відразу організували переслідування, залишивши обоз під охороною Ярослава Всеволодовича з чернігово-сіверських князів. Літопис повідомляє про переслідування половців і розгром їхніх кочовищ з локалізацією по річках лівого берега Дніпра (Оріль, Снопород, і навіть за Осколом), але основні сили половців були відтіснені до Чорного лісу на правому березі Дніпра, де їм і було нав'язано вирішальний бій. Подробиці його до нас не дійшли. Русичі втратили поіменно тільки двох чоловік убитими і одного взятим у полон, при цьому захопили величезну кількість полонених, майна, худоби на всіх воїнів, а також звільнили велику кількість християн, що перебували в половецькому полоні.

## Наслідки
Після успіху основного походу, влітку 1168 року, Мстислав, побоюючись помсти з боку половців купцям, які ходили північно-причорноморськими шляхами, організував їх охорону, розташувавшись біля Канева з братом Ярославом, Володимиром Андрійовичем, Рюриком і Давидом Ростиславичами та Іваном Юрійовичем туровським.